# Padang Genting (Talawi)
Padang Genting is een bestuurslaag in het regentschap Batu Bara van de provincie Noord-Sumatra, Indonesië. Padang Genting telt 2595 inwoners (volkstelling 2010).